# Šentlovrenc
Šentlovrenc este o localitate din comuna Trebnje, Slovenia, cu o populație de 127 de locuitori.